# Brian Luff
Brian Luff Limited, zuvor Status Company, Status Motors und Motor Marianne, war ein britischer Hersteller von Automobilen.

## Unternehmensgeschichte
Brian Luff, der zuvor bei Lotus Cars tätig war, gründete 1971 das Unternehmen Status Company in Norwich in der Grafschaft Norfolk. Er begann mit der Produktion von Automobilen und Kits. Der Markenname lautete Status. Zahlreiche Umfirmierungen und Umzüge folgten. Von 1971 bis 1973 war Status Motors in New Buckenham in Norfolk ansässig, von 1973 bis 1974 Motor Marianne und von 1974 bis 1975 Status Company ebenfalls. Die zuletzt gültige Firma Brian Luff Limited hatte ihren Sitz von 1976 bis 1977 in Nazeing in Essex, von 1980 bis 1981 auf Jersey und von 1985 bis 1996 in Bawburgh bei Norwich. In dem Jahr endete die Produktion. Insgesamt entstanden etwa 71 Exemplare.

## Fahrzeuge
Das erste Modell war der Symbol, dieser hatte die Mechanik vom Mini und einen Vierzylindermotor von Austin mit 1100 cm³ Hubraum. Es war ein offener Zweisitzer, der nur 450 kg wog. Zwischen 1971 und 1972 entstanden acht Exemplare.
Darauf folgte der nahezu unveränderte Minipower. Hiervon entstanden zwischen 1972 und 1973 20 Fahrgestelle und acht Aufbauten.
Das erfolgreichste Modell war der 365, so genannt, weil er nach Herstellerangaben an jedem Tag des Jahres benutzt werden könne. Er basierte ebenfalls auf dem Mini. Darauf wurde eine zweitürige Schrägheckkarosserie mit großer Heckklappe und Platz für vier Personen mit Gepäck montiert, die John Frayling entworfen hatte. Zwischen 1974 und 1981 entstanden 40 Exemplare.
Über den Prototyp Abacus von 1985 ist nur bekannt, dass er eine moderne Karosserie trug.
Der Streaker von 1985 war ein Sportwagen und blieb ein Einzelstück.
Der Sabot ähnelte dem Mini Moke, der ebenfalls keine Käufer fand. Er entstand je nach Quelle entweder 1985 oder 1992.
Bis 1996 entstand noch ein kleiner Kombi.